# Амаду Тумані Туре
Амаду Тумані Туре (фр. Amadou Toumani Touré; нар.4 листопада 1948, Мопті, Малі — пом.10 листопада 2020) — президент Малі з 26 березня 1991 до 8 червня 1992 і з 8 червня 2002 до 22 березня 2012, генерал.
Спочатку прагнув стати вчителем, але потім вступив до лав армії і після навчання в СРСР (у Рязанському вищому повітряно-десантному командному училищі) і Франції, в 1984 став командувачем парашутистів Малі. Після того, як в 1991 військовий уряд Муси Траоре жорстоко придушив народні демонстрації протесту, Туре очолив військовий переворот. Прийшовши до влади як глава Тимчасового комітету з охорони здоров'я народу, організував Національну конференцію, яка виробила нову конституцію Малі. Після президентських і парламентських виборів передав владу новому президентові Альфа Умар Конаре.
З червня 2001 — спеціальний посланник Кофі Аннана в ЦАР після спроби державного перевороту в цій країні.
У вересні 2001 вийшов у відставку і став кандидатом на президентських виборах. У 2002 в першому ж турі голосування переміг, набравши 64,35 % голосів, у той час як його основний суперник Сумаїла Сіссе лише 35,65 % і знову став главою держави замість Конаре, а в 2007 був переобраний.
Сам президент Туре позапартійний, і в його уряді є представники всіх політичних партій країни. Організатор фонду допомоги дітям.
21 березня 2012 в країні відбувся державний переворот, організований групою військових які були незадоволені реакцією влади на збройне повстання племен туарегів на півночі Малі. 22 березня 2012 військові оголосили про захоплення влади і передачі її створення ними Національному комітету відновлення демократії і відродження Малі, розпуск уряду, припинення дії конституції і встановлення комендантської години. Також вони оголосили про готовність передати владу новому демократично обраному президенту.